# 霍雷斯·威爾森
霍雷斯·威爾森（英語：Horace Wilson，1843年2月10日—1927年3月4日），美國教育家、緬因州戈哈姆人，是第一位將棒球運動引進日本的人。
1871年（明治四年），威爾森以御雇外國人身份到達日本，在「第一番中學」（今東京大學）擔任英語教師。課餘之際，指導學生打棒球，是棒球運動最早出現在日本的記錄。雖然該校師生常與橫濱一帶的外國人打球，但並未組成正式的棒球隊。直到1878年，曾經留學美國的平岡熙才組成日本第一支棒球隊「新橋俱樂部」。
由於對棒球運動的早期發展有功，2003年以「新世紀表彰」之名義獲選進入日本棒球名人堂－「野球殿堂」。